# Гортензия дуболистная

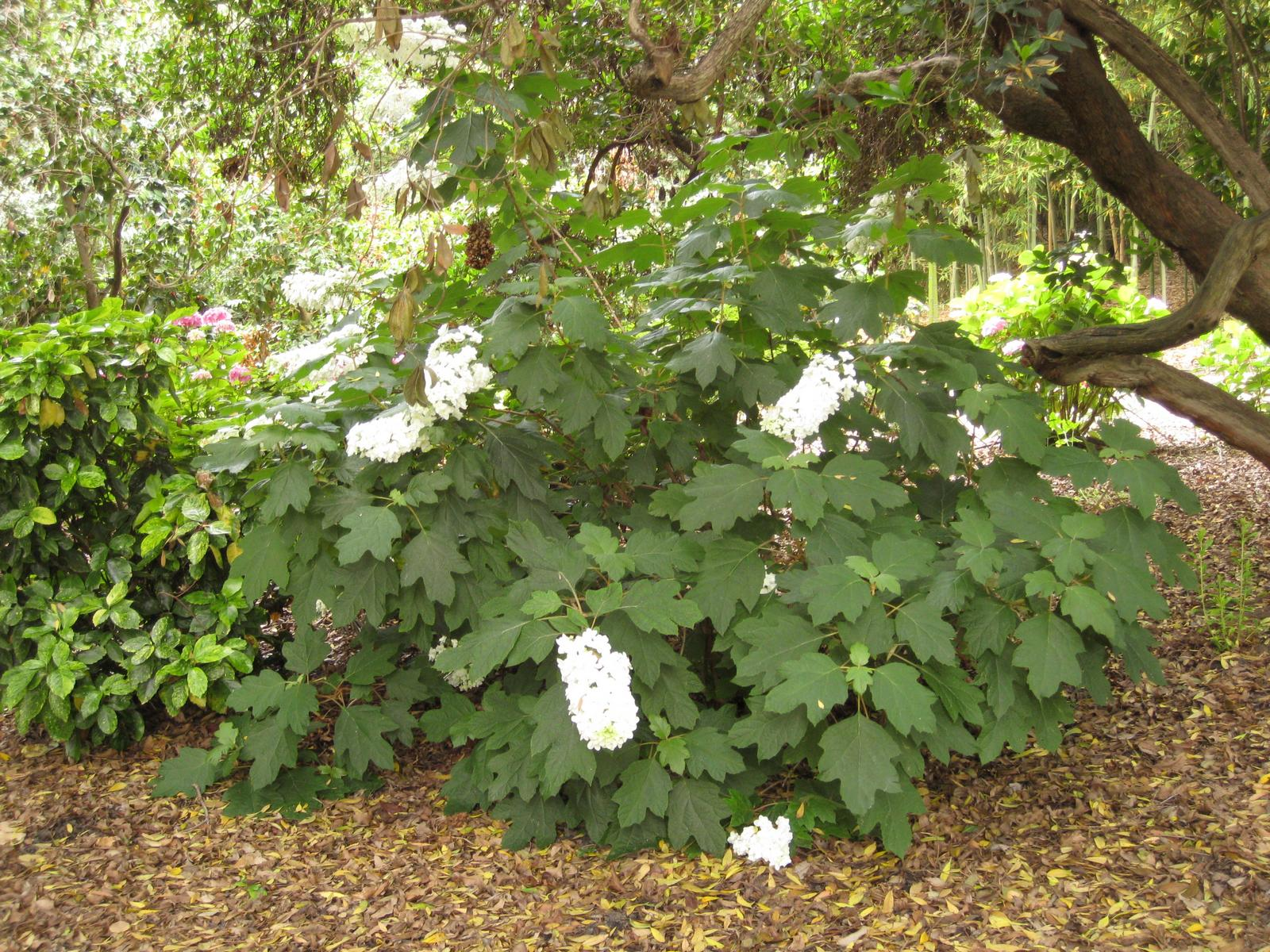

Гортензия дуболистная (лат. Hydrangea quercifolia) — листопадный кустарник, вид семейства Гортензиевые (Hydrangeaceae). Аборигенный вид юго-востока США, в лесных массивах от запада Северной Каролины до Теннесси и на юге до Флориды и Луизианы. Благодаря эффектным белым соцветиям, его выращивают как садовое растение, в продаже имеется множество сортов. Видовой эпитет сочетает в себе латинские слова quercus («дуб») и folium («лист»), однако вид не является близким родственником видов рода дуб (Quercus).

## Описание
Листопадный кустарник высотой 0,9–3,6 м. Растение даёт побеги из подземных столонов и часто растёт колониями. Молодые стебли покрыты светло-коричневой корой, напоминающей войлок, а более крупные стебли имеют кору коричнево-оранжевого цвета, которая рвется и отслаивается тонкими хлопьями.
Листья желтовато-зелёные или тёмно-зелёные сверху и серебристо-белые снизу. У них три, пять или семь заострённых долей, размер составляет 10,2—30,5 см в длину и почти такой же ширины. Листья отдалённо напоминают более крупные версии лопастных листьев дуба. У растений, находящихся в тени, листья крупнее, чем у растений, выращенных на солнце. Осенью листья приобретают насыщенные оттенки красного, бронзового и фиолетового цвета, которые сохраняются зимой, сопровождая стойкие засохшие цветочные метёлки.

### Цветы
Цветки собраны в прямостоячие метёлки по 6–12 штук, длиной 15,2–30,5 см и шириной 7,6–12,7 см на кончиках ветвей. Гортензия дуболистная и гортензия метельчатая — единственные гортензии с конусовидными соцветиями-метёлками; у всех остальных цветы собраны в шарообразные или плосковершинные гроздья, называемые зонтиками.
В отличие от гортензии крупнолистной (Hydrangea macrophylla), цвет цветков не зависит от кислотности почвы, однако меняется на протяжении вегетационного периода. Цветки при распускании бледно-зелёные или кремовые, при раскрытии становятся ярко-белыми, а со временем розовыми или коричневыми (в зависимости от сорта/саженца). К осени и зиме становятся сухими, похожими на бумагу, ржаво-коричневыми.
Как и у многих других видов гортензий, соцветия гортензии дуболистной состоят из двух типов цветков: стерильных — эффектные цветки с увеличенными лепесткообразными чашелистиками, и фертильных — невзрачные цветки с неброскими лепестками и чашелистиками, но с тычинками. Эффектные бесплодные цветы, функция которых заключается в привлечении опылителей, обычно в некоторой степени затеняют неприметные цветы.
Цветы Hydrangea quercifolia имеют приятный аромат. Цветочный аромат гортензии дуболистной сильнее, чем у других широко культивируемых видов гортензий . Аромат можно охарактеризовать как наиболее похожий на сирень сетчатую (Syringa reticulata), хотя и не такой сильный.

### Плоды
Плоды гортензии дуболистной - сухие раскрывающиеся коробочки, сначала зелёные, по мере созревания становятся коричневыми. Рыльца остаются на плодах и высыхают, образуя на вершине коробочки придатки в форме рога с отверстием между ними, позволяющим семенам рассеяться .

### Семена
Семена довольно маленькие, примерно 0,6 мм в длину (при массе тысячи семян 0,0356 г). Цвет семян варьируется от светло-коричневого до тёмно-коричневого с продольной исчерченностью. Форма семян от эллипсоидной до яйцевидной. Семена обычно легко прорастают через 7–14 дней, если им не давать высохнуть после посева.

## Распределение
Hydrangea quercifolia произрастает на юго-востоке США (Алабама, Флорида, Джорджия (западная часть), Луизиана (восточная часть), Миссисипи, Северная Каролина, Южная Каролина, Теннесси), но натурализована в других частях США и широко культивируется в других местах.
В природе Hydrangea quercifolia встречается в самых разных местах обитания, но почти всегда на хорошо дренированных тенистых склонах. К ним относятся берега рек, обрывы и скалистые обнажения. Склонность этого вида к росту на известковых почвах или скалах, а также на глубоких аллювиальных почвах предполагает, что он хорошо переносит почвенные субстраты, если они хорошо дренированы.

## Использование

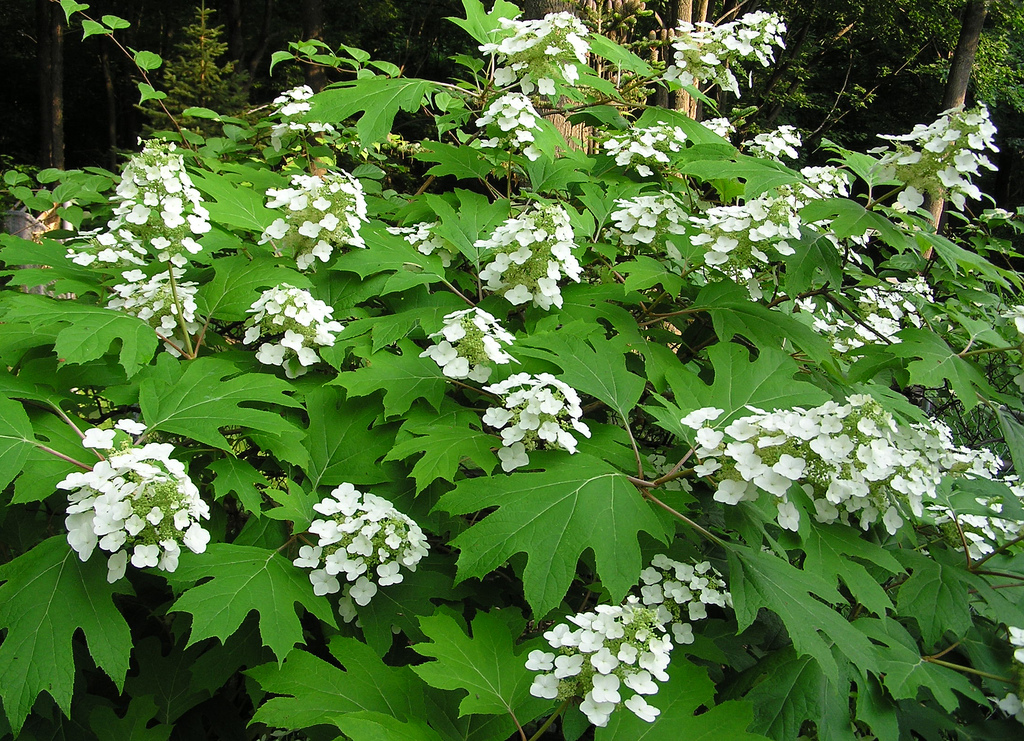

### История культуры
Hydrangea quercifolia была отмечена ботаником 18-го века Уильямом Бартрамом во время его ботанических исследований от Каролин до Флориды в 1770-х годах. Первое задокументированное место её произрастания звучало как «вдоль ручья под названием Сладкая вода» на территории нынешней юго-центральной Джорджии. Она медленно проникала в британские и американские сады. В Британии она цветёт менее обильно и даже имеет репутацию прихотливого растения.

### Выращивание
Hydrangea quercifolia культивируется как декоративное растение в садах и парках. Хотя его часто рассматривают как солитер в садах, лучше всего она проявляется в естественной или ландшафтной лесной среде обитания на фоне более крупных кустарников и деревьев. Предпочитает частичную или почти полную тень, оптимальным является утреннее солнце и дневная тень. Она переносит засуху, но может не зацвести. В Великобритании сорта Snowflake = 'Brido' и Snow Queen = 'Flemygea' получили награду Королевского садоводческого общества «За выдающиеся садовые качества».
Размножение осуществляется черенками или делением куста.
Свежие или сухие соцветия Hydrangea quercifolia используются во флористике как срезанные цветы.

#### Зимостойкость
Обычно считается, что гортензия дуболистная устойчива к зонам 5–9 USDA,, хотя истинная морозостойкость варьируется для каждого сорта и в пределах ареала. Растения из более северных районов обычно более морозостойки в середине зимы, чем растения из южных мест; более того, растения, произрастающие во Флориде, существенно менее морозостойки, чем растения из других южных территорий. Холодостойкость также варьируется в течение зимы, при этом ранняя потеря морозостойкости является основным ограничивающим фактором для выращивания в северных условиях. Сорт Ruby Slippers сохраняет свою морозостойкость вплоть до апреля, тогда как сорт Sikes Dwarf (несмотря на то, что он очень морозоустойчив в середине зимы) очень быстро теряет морозостойкость в конце зимы. Из девяти протестированных сортов Snow Queen = 'Flemygea' неизменно оказался наименее морозостойким в течение всей зимы.

#### Болезни
Есть несколько известных болезней, поражающих гортензию дуболистную . Заболевания корневых гнилей могут быть смертельными, тогда как болезни листьев, как правило, носят лишь косметический ущерб. Корневые гнили включают Phytophthora, Pythium и Fusarium, которые являются грибковыми заболеваниями. Методы защиты, направленные на снижение заболеваемости корневыми гнилями, включают правильный полив (позволяя почве высыхать между поливами), удаление больных частей растений и, при необходимости, применение фунгицидов. По сравнению с другими видами гортензий дуболистная гортензия более восприимчива к фузариозной корневой гнили; однако тяжесть заболевания варьируется в зависимости от сорта, причем наиболее устойчивыми являются «Джон Уэйн» и Snowflake = 'Brido'. Основным заболеванием листьев дуболистной гортензии является пятнистость листьев Xanthomonas, которая является бактериальным заболеванием. Методы борьбы с пятнистостью листьев включают отказ от верхнего орошения и посадку устойчивых сортов. Согласно недавнему исследованию, сорта «Алиса» и " Snow Queen = 'Flemygea' имели самую низкую тяжесть заболевания, тогда как «Королева червей» имела самую высокую степень тяжести. Некоторые дикие растения, произрастающие во Флориде, имеют даже меньшую тяжесть заболевания, чем любой другой сорт, и могут служить важным источником семян для выведения устойчивости к болезням.

## Геномика
Дуболистная гортензия — диплоидный вид с 2n=2x=36 хромосомами. Hydrangea quercifolia имеет один из самых маленьких геномов в роде (1,95–2,17 пг 2C ДНК). В природе генетическое разнообразие Hydrangea quercifolia географически структурировано в шесть «кластеров» генетически сходных популяций. Эти генетические кластеры слабо дифференцированы, но, тем не менее, каждый из них обладает уникальной генетикой. Помимо нейтрального генетического разнообразия (13,5 % разнообразия), есть свидетельства геномного отбора в ответ на климатические переменные (11,3 % генетического разнообразия), в которых, по-видимому, важную роль играют осадки.

## Сохранение
Естественный ареал Hydrangea quercifolia, похоже, сокращается, несмотря на высокую численность в центральной части ареала. Согласно недавнему исследованию этого вида, 23 % ранее зарегистрированных популяций больше не существовали, а многие из оставшихся популяций находились под высоким риском локального вымирания. Причинами местного истребления были утрата или деградация среды обитания, часто из-за инвазивных видов, вырубки леса или коммерческого освоения. Было отмечено, что гортензия дуболистная не переносит высокой конкуренции и поэтому очень восприимчива к негативному воздействию инвазивных видов. Исследователи отметили, что эти последствия можно смягчить, защищая и управляя землями со значительной популяцией, особенно на границе ареала этого вида. Вдобавок к проблеме сохранения, многие популяции на окраинах ареала обладают уникальной генетикой (особенно в Луизиане и Флориде), что делает их особенно важными для защиты как источника ценного генетического разнообразия.

## Символизм
Hydrangea quercifolia была объявлена официальным диким цветком штата Алабама в 1999 году.

## Галерея

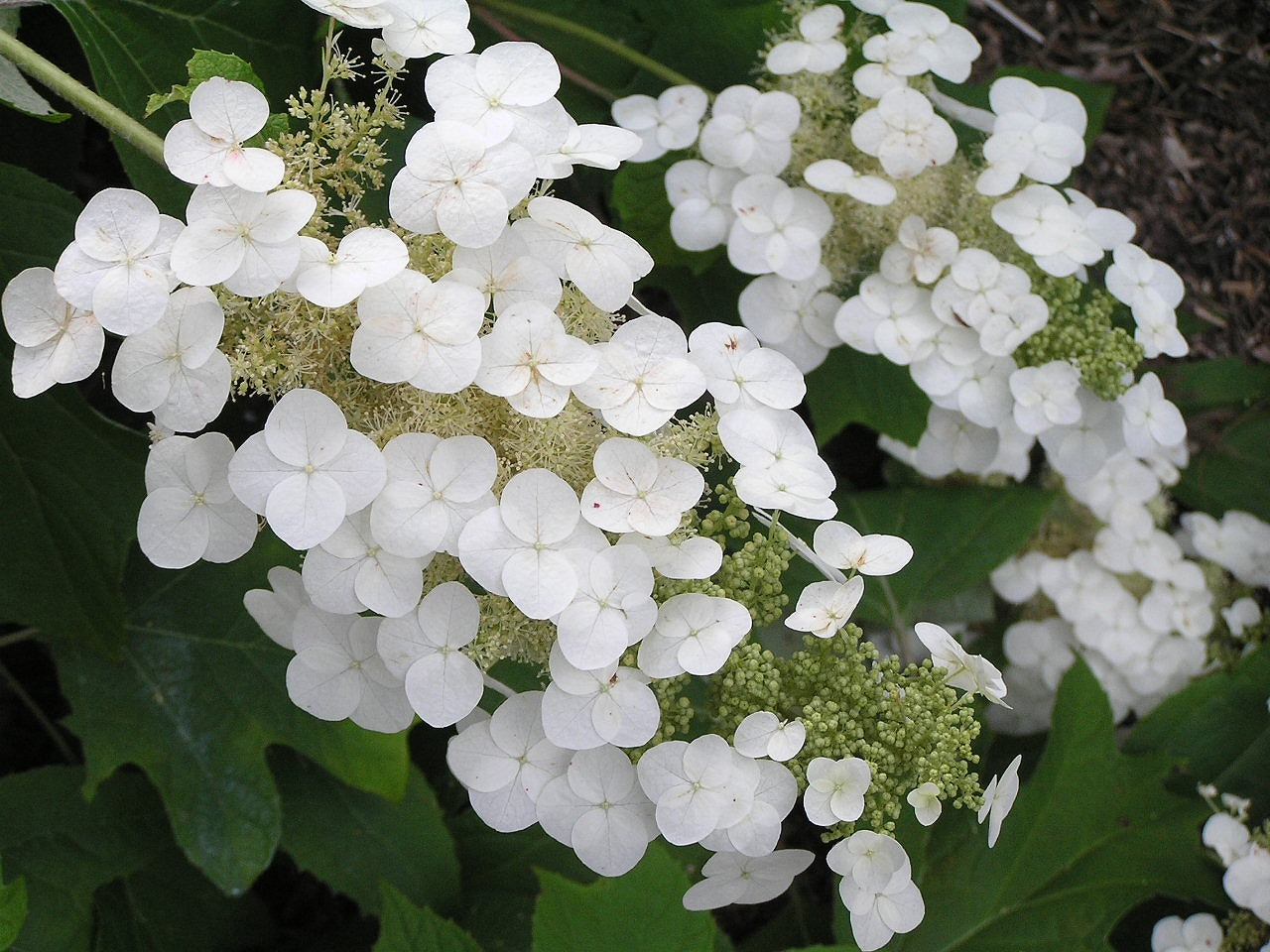
Тип вида с белым цветением
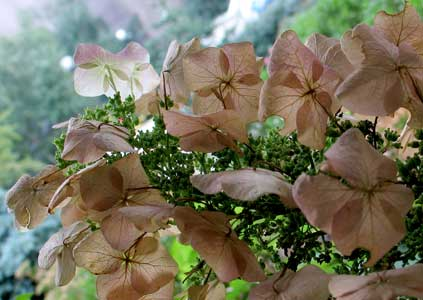
Розовоцветущий сорт
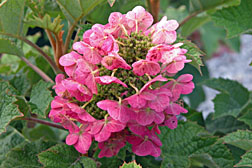
Сорт ‘Ruby Slippers’
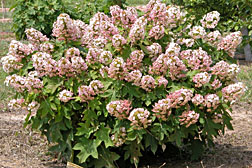
‘Munchkin’
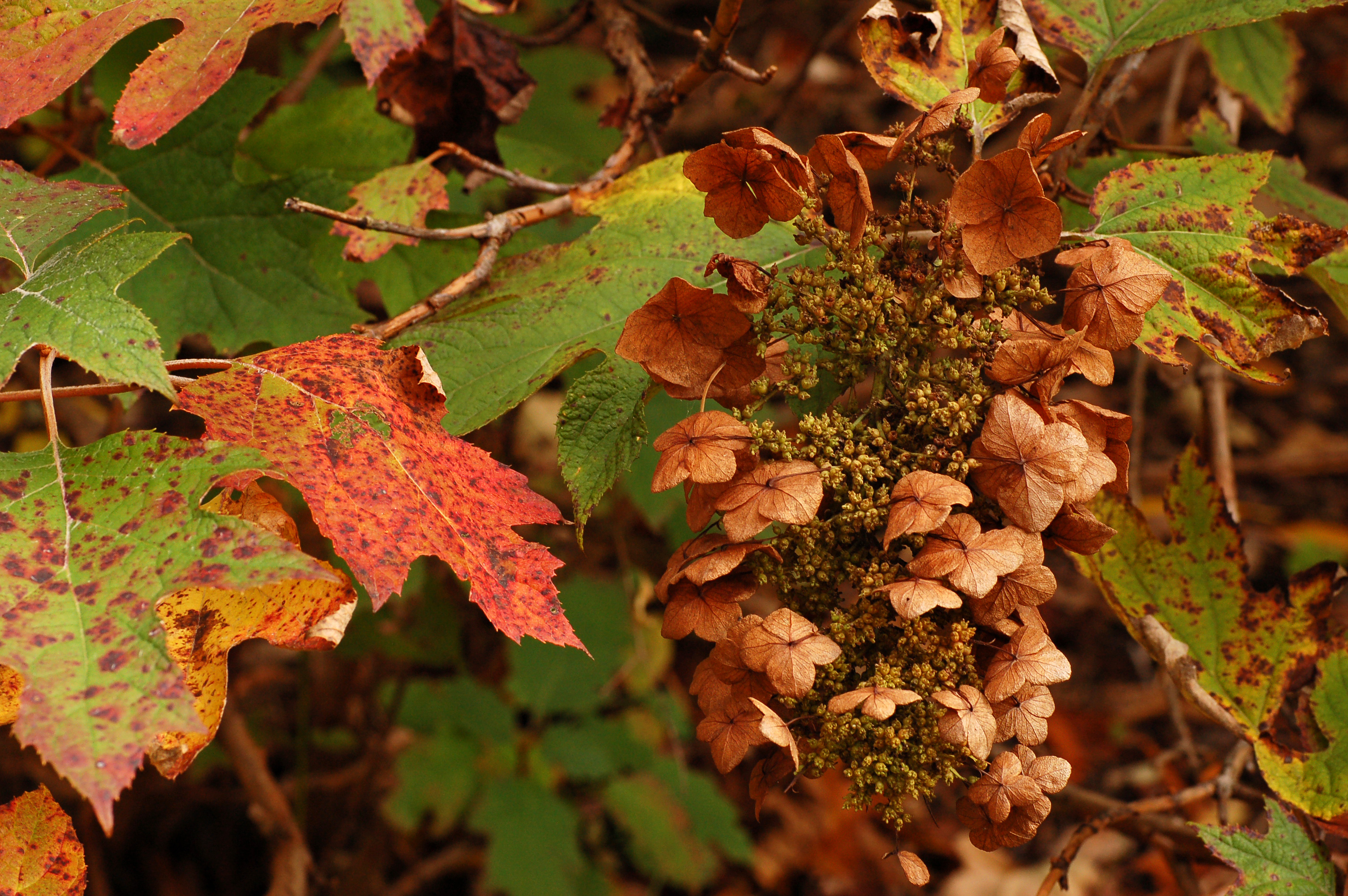
Коричневые цветы и цветочные листья осенью
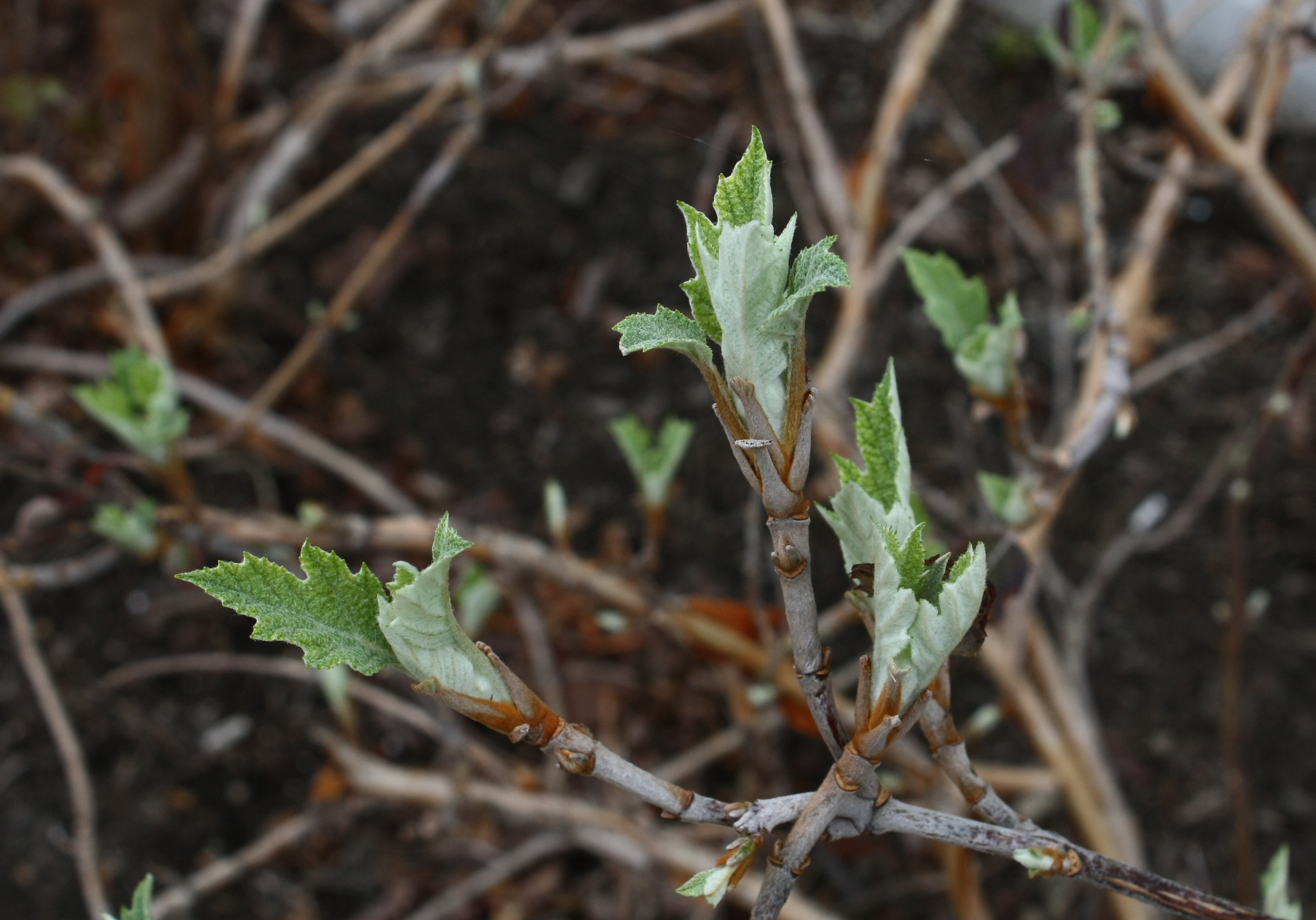
Весенние побеги листьев